# Terry Shames
Pour les articles homonymes, voir Shames (homonymie).
Terry Shames est une femme de lettres américaine, auteure de roman policier.

## Biographie
Elle fait des études supérieures à l'université du Texas, puis décroche une maîtrise de l'université d'État de San Francisco.
En 2013, elle publie son premier roman, A Killing At Cotton Hill pour lequel elle est lauréate en 2014 dans la catégorie meilleur premier roman du prix Macavity. C'est le premier volume d'une série consacrée au personnage de Samuel Craddock, ancien chef de la police de Jarrett Creek, une ville du Texas.

## Œuvre

### Romans

#### SérieSamuel Craddock
- A Killing At Cotton Hill, Seventh Street Books, 2013 (ASIN B00FBBPSIC)
- The Last Death of Jack Harbin, Seventh Street Books, 2014  (ISBN 978-1616148713)
- Dead Broke in Jarrett Creek, Seventh Street Books, 2014  (ISBN 978-1616149963)
- A Deadly Affair at Bobtail Ridge, Seventh Street Books, 2015  (ISBN 978-1633880467)
- The Necessary Murder of Nonie Blake, Seventh Street Books, 2016  (ISBN 978-1633881204)

## Prix et nominations

### Prix
- Prix Macavity 2014 du meilleur premier roman pour A Killing At Cotton Hill[2]

### Nominations
- Prix Lefty 2014 pour A Killing At Cotton Hill[3]
- Prix Macavity 2015 du meilleur roman pour The Last Death of Jack Harbin[2]
- Prix Lefty 2018 du meilleur roman pour A Reckoning in the Back Country[3]